# Iglesia de San Millán (Baltanás)
La iglesia parroquial de San Millán es un templo parroquial católico ubicado en la localidad de Baltanás (provincia de Palencia, Castilla y León, España). Fue construido en el siglo XVI. Su arquitectura es de estilo renacentista, mientras que su mobiliario interior responde a diversas variedades estilísticas del barroco. Se localizada en el Cerro del Castillo, la parte más alta de la localidad, junto a las Bodegas de Baltanás. 

## Elementos arquitectónicos

### Exterior

#### Zona circundante
Alrededor del templo religioso se encuentran las escalinatas de entrada realizadas en piedra y una zona vallada con una inscripción de su fecha de construcción, 1891. Junto a la iglesia, en la parte contraria a la torre, se encuentra La Cilla, que era una nave para guardar el diezmo. En la explanada junto a la torre se encontraba el antiguo cementerio.

#### Torre del campanario

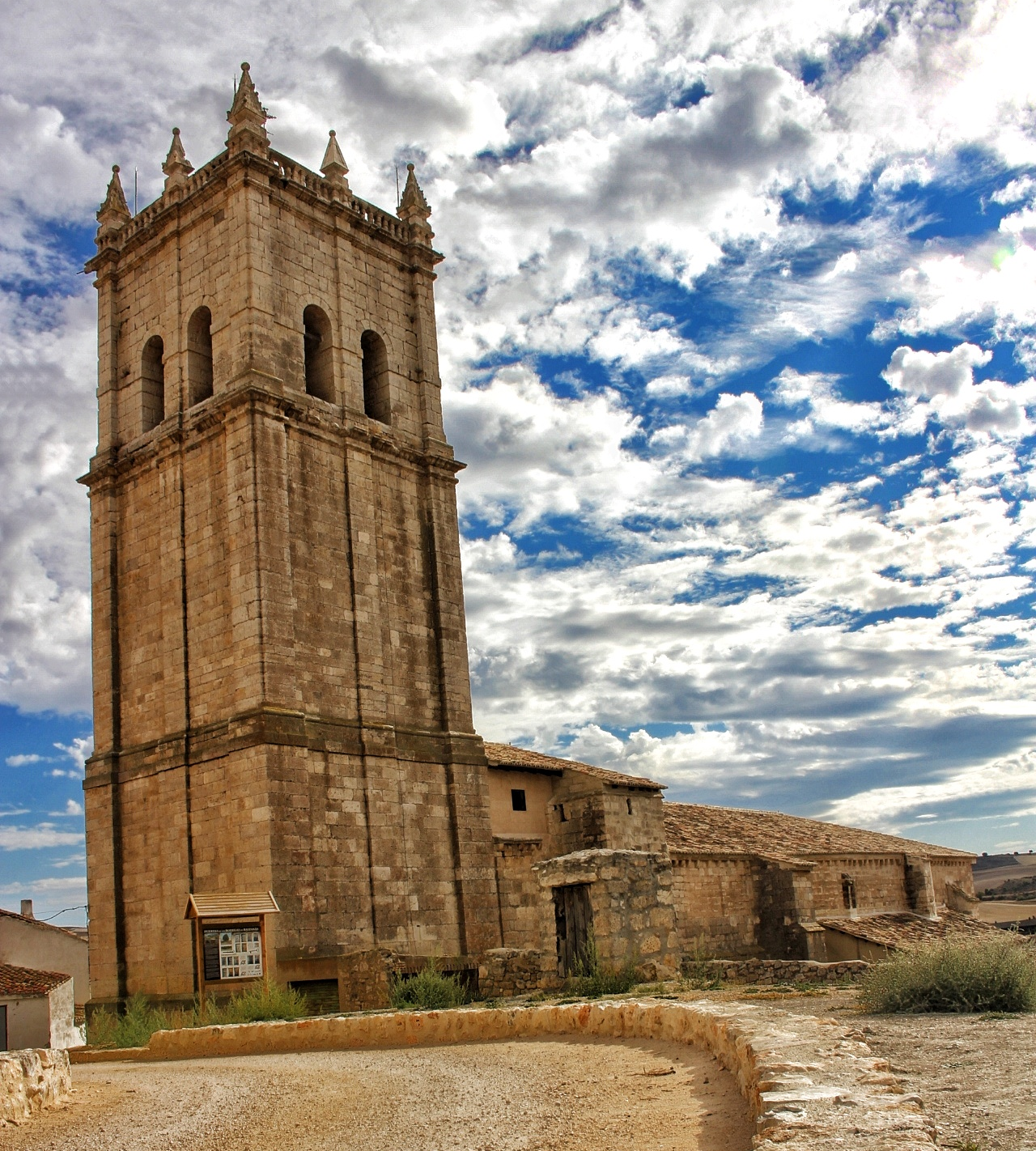
Torre del campanario

Uno de los elementos arquitectónicos que más llama la atención es su robusta torre del campanario, construida a finales del siglo XVII en piedra de sillería. Tiene tres tramos y en la parte superior se encuentra el campanario. Actualmente conserva tres campanas de las seis que tenía. Además, en cada cara de la torre hay relojes. La torre se termina en su zona más alta con ocho pináculos, que la hacen más esbelta. Esta construcción era más alta, ya que en el siglo XIX una parte de la torre fue eliminada. 

### Interior
El templo se edificó en el siglo XVI en estilo renacentista a partir de otro templo de estilo románico o gótico. Data del año 1585 según traza de Alonso de Tolosa y construida por el maestro Francisco del Río. El interior, de planta salón está dividido en tres naves, separadas por pilares de los que arrancan arcos apuntados, cubriéndose toda la iglesia con bóveda de crucería. El coro alto se sitúa a los pies y posee un rico antepecho plateresco. 

## Elementos escultóricos y decorativos

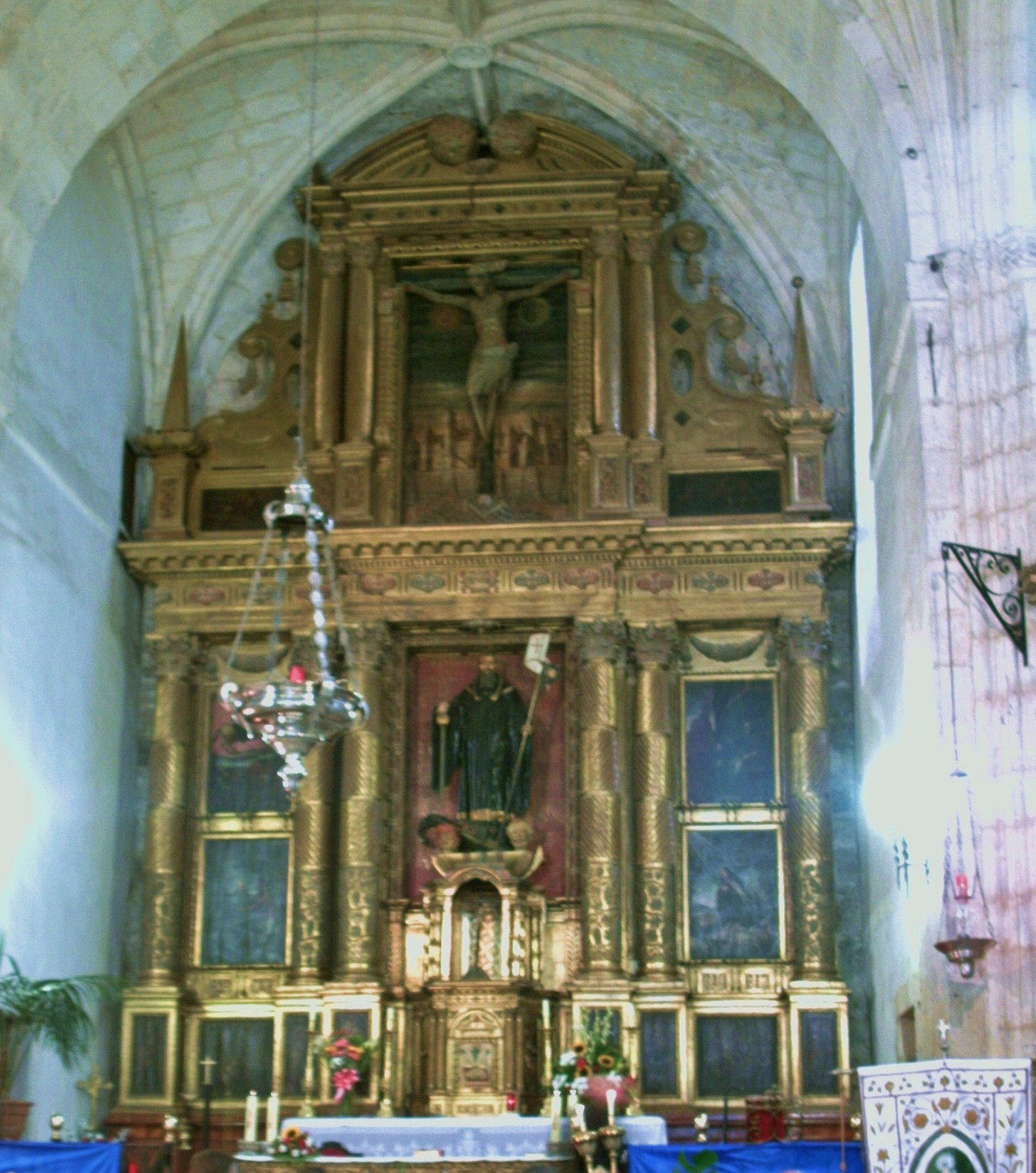
Retablo mayor de la Iglesia de San Millán.

El retablo mayor es de estilo barroco y fue realizado en 1664. En la parte central cuenta con una escultura de San Millán (titular del templo), alrededor de ella se encuentran cuatro obras pictóricas de la vida del santo, obra del pintor Felipe Gil de Mena. En la parte superior del retablo, en ático, se encuentra el Cristo del miserere, un Cristo crucificado de estilo románico. Cuenta la leyenda que en el siglo XIV unos campesinos encontraron esta imagen en las ruinas de una iglesia cercana a Baltanás, la montan en un carro tirado por bueyes y se dirigieron a su pueblo, que no era Baltanás. Llegando a al paraje de Cuatro Caminos el carro se paró y los bueyes no querían seguir, entonces la mujer de uno de los campesinos se dirigió a Baltanás para hablar con el clero del municipio y entonces varios baltanasiegos junto con el clero se dirigieron en procesión hacia el lugar donde se encontraba el cristo crucificado en carro. Cuando llegan al lugar deciden volver a Baltanás en vez de al pueblo de los campesinos y entonces los bueyes con el carro retoman el camino.
Además del retablo mayor, el templo alberga en las naves laterales, pequeñas capillas adosadas a la pared con retablos del siglo XVIII. Una de las capillas es la dedicada a San Mateo, en la que se encuentra el sepulcro gótico de la familia Maté, una familia adinerada de Baltanás que costeó esta capilla para ser enterrada. En la parte alta de esta capilla se encuentran unas yeserías de estilo gótico isabelino representando un calvario con Cristo, la Virgen María y San Juan.
Al fondo del templo se encuentra la pila bautismal construida en piedra de una sola pieza y de gran tamaño, ya que antes en el bautismo se realizaba por inmersión total. Junto a ella, se encuentra el Cristo de la Salud del siglo XVI, se le llama así porque una mujer que estaba enferma se encomendó a la imagen, la sacó en procesión y cuando volvió de esa procesión a la iglesia, la mujer estaba curada. 

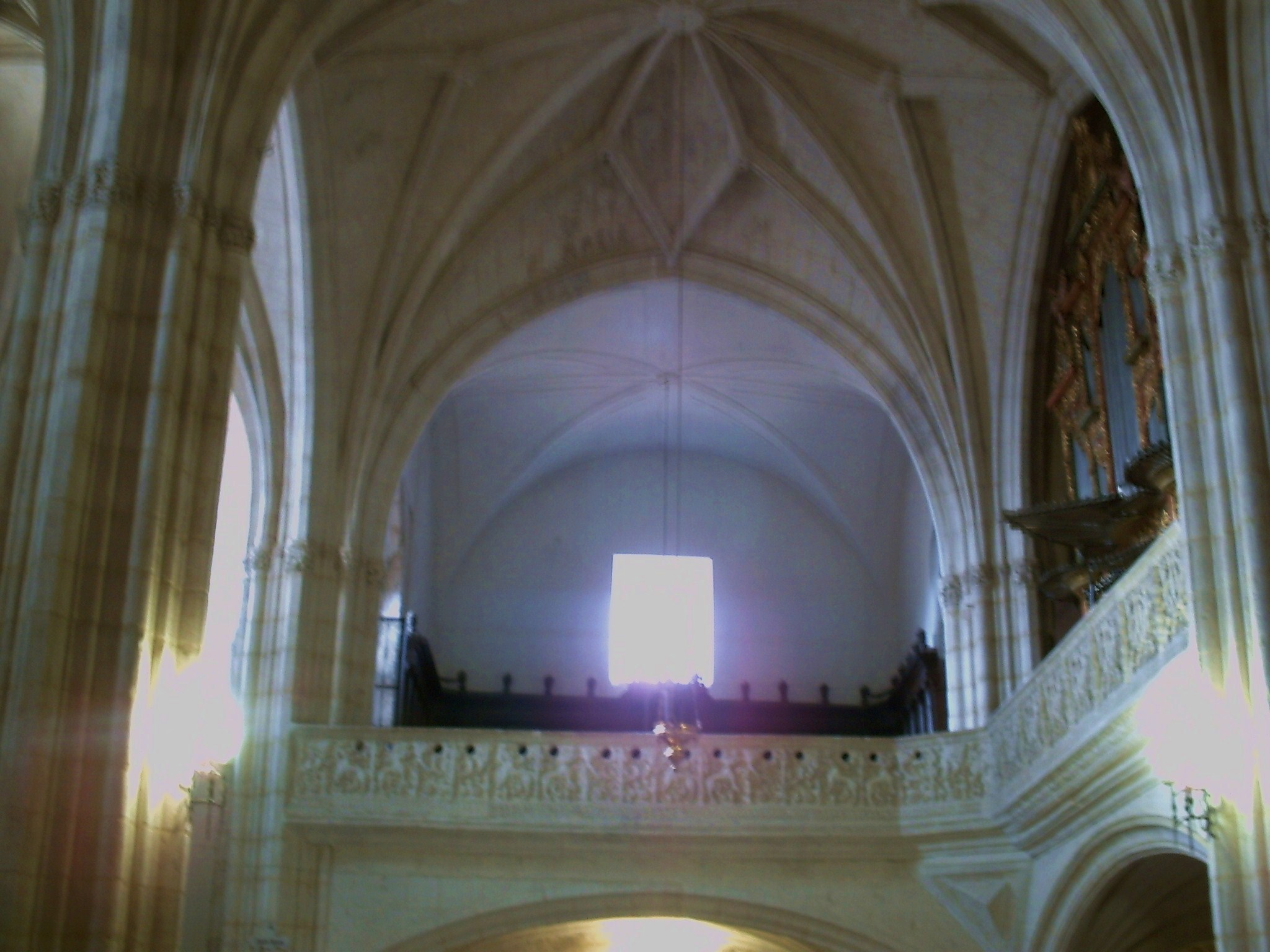
Coro alto y órgano.

En los pies de la iglesia, en su parte superior, se encuentra el coro alto, decorado con figuras geométricas y vegetales. En la parte de dentro del coro se ubica la sillería del coro que conserva 17 sitiales y el facistol de madera de nogal. Además, en la tribuna se encuentra un impresionante órgano de estilo plateresco, construido en 1795 por Manuel de San Juan, con tallas doradas y policromía de gran belleza, antepecho de piedra.
Otras de las obras de arte que alberga el templo en sus naves laterales son:
- El Cristo de Balaguer del siglo XIII, de estilo entre románico y gótico, llamado así, por su gran parecido con el Cristo de la localidad de Balaguer (Lérida).
- Una imagen del Ecce Homo de Gregorio Fernández del siglo XVI.
- Una imagen de Jesús Nazareno del siglo XVII
- Nuestra Madre Dolorosa del siglo XVII.

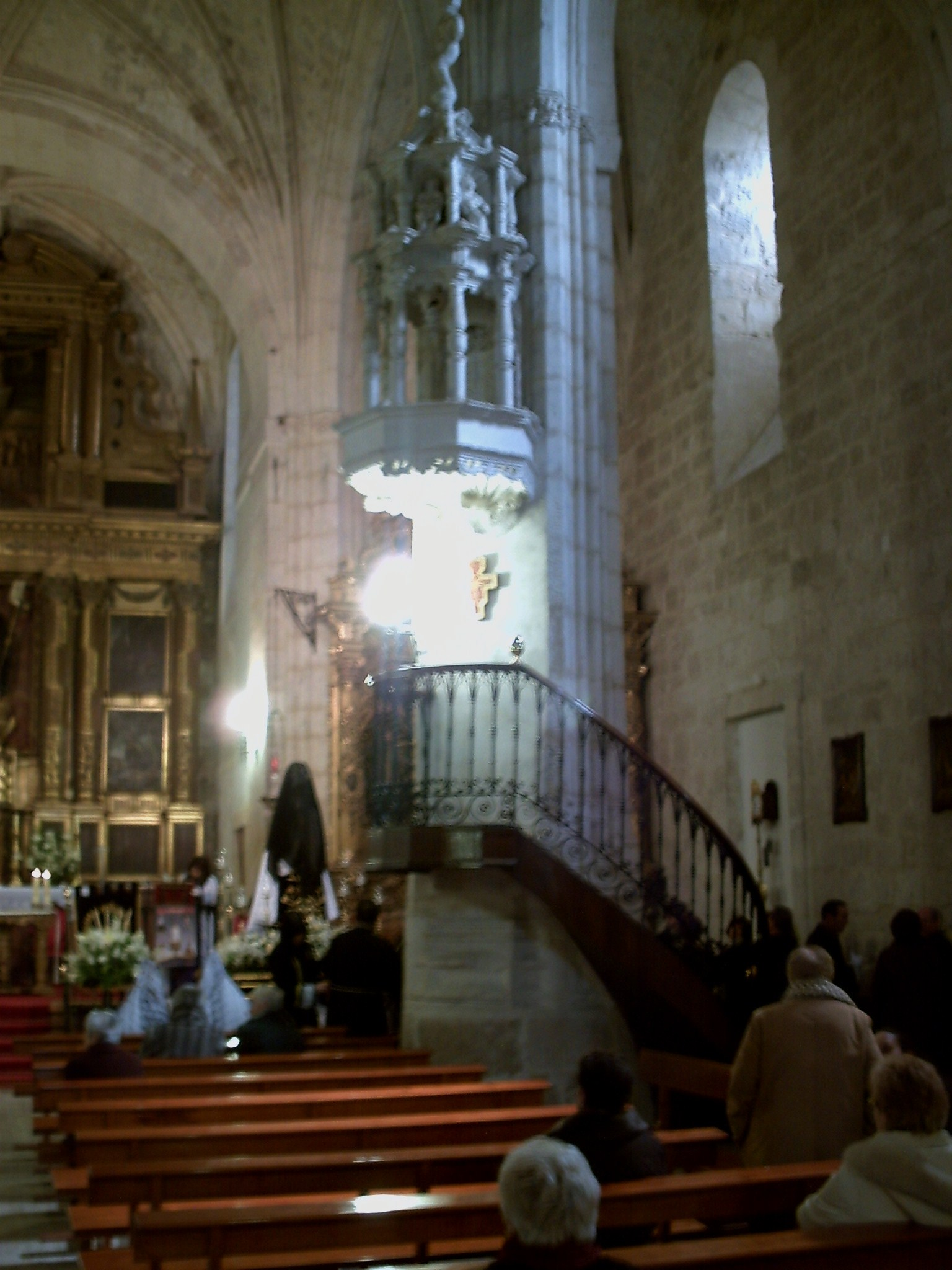
Púlpito de la iglesia.

- Púlpito de estilo plateresco. Púlpito de la iglesia.